# Martín Cárdenas (Botaniker)
Martín Cárdenas Hermosa (* 12. November 1899 in Cochabamba; † 14. Februar 1973 in Cochabamba) war ein bolivianischer Botaniker. Sein offizielles botanisches Autorenkürzel lautet „Cárdenas“.

## Leben

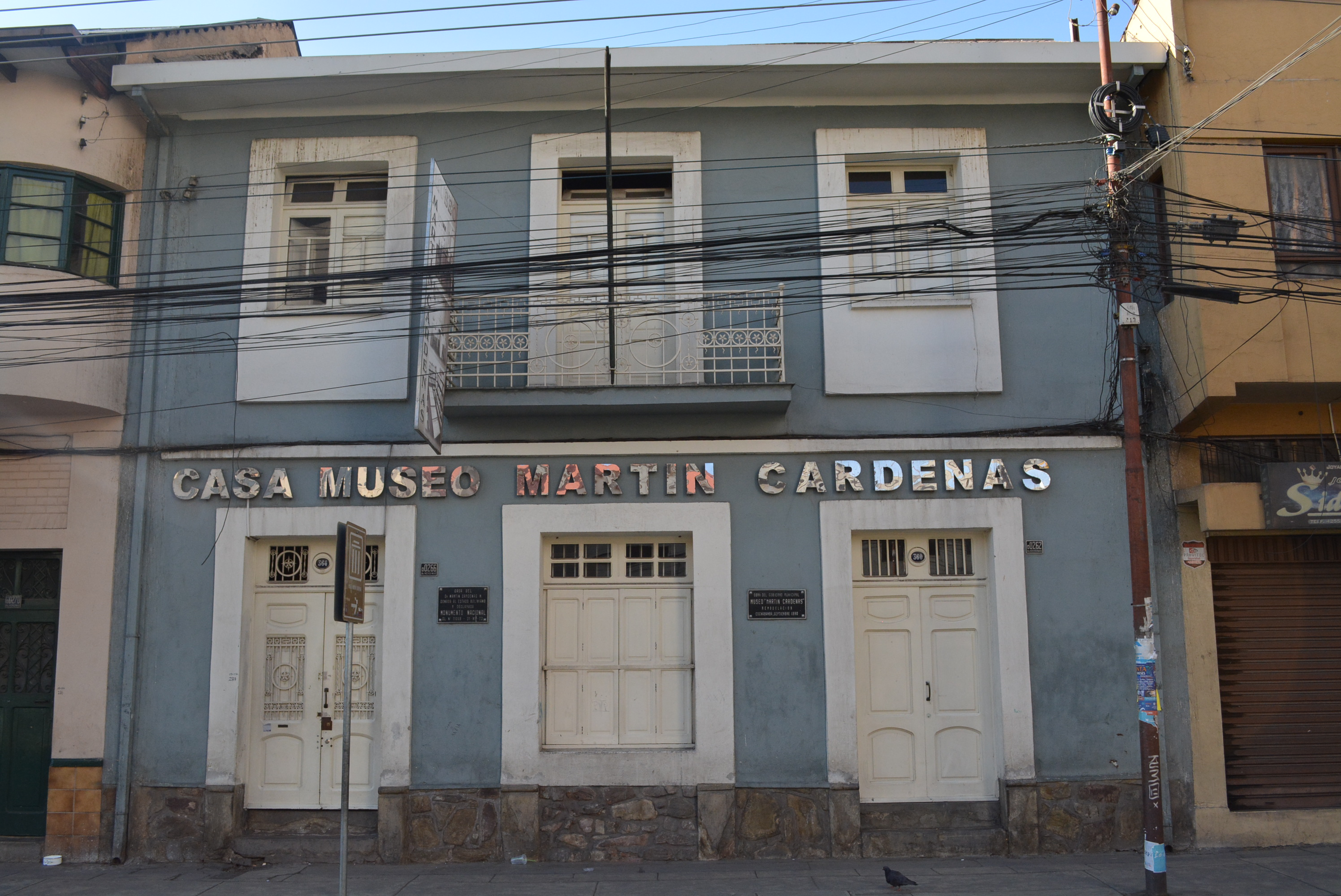
Cárdenas' Wohnhaus in der Avenida Heroínas, Cochabamba

Nach seiner Grundausbildung studierte er und schloss 1918 mit einem Bachelor of Science and Letters ab. Danach setzte er mit einem Stipendium sein Studium in den Fächern Chemie und Naturwissenschaften an einer Universität in La Paz fort. Während dieser Zeit kam er in Kontakt mit dem schwedischen Botaniker Eric Asplund und begleitete ihn auf seinen Reisen durch Bolivien.
Neben den Kakteengewächsen interessierten ihn auch andere Pflanzenfamilien von denen Arten in Bolivien vorkommen, so unter anderem die Amaryllisgewächse, die Schwertliliengewächse, die Bromeliengewächse, die Palmengewächse und auch die Trompetenbaumgewächse.
Er schrieb viele Fachartikel für renommierte Botanikzeitschriften. Sie erschienen in Kakteen und andere Sukkulenten, Cactus & Succulent Journal of America, National Cactus and Succulent Journal (England), Succulenta, Cactus, Cactaceas y Succulentas Mexicanas und in vielen anderen südamerikanischen Publikationen. Er verfasste 1969 das Manual de plantas económicas de Bolivia.

## Ehrungen
Nach Martín Cárdenas sind Pflanzengattungen benannt: von Henry Hurd Rusby 1927 die Gattung Cardenasia, von Robert Crichton Foster 1945 die Gattung Cardenanthus aus der Familie der Schwertliliengewächse (Iridaceae), von Curt Backeberg 1949 die Kakteengattung Neocardenasia und  von Fred Alexander Barkley 1954 die Gattung Cardenasiodendron  aus der Familie der Sumachgewächse (Anacardiaceae). Zahlreiche Pflanzenarten verweisen im Artepitheton auf ihn, darunter die drei Kakteenarten Echinopsis cardenasiana (Rausch) H.Friedrich, Gymnocalycium cardenasianum F.Ritter und Sulcorebutia cardenasiana R.Vásquez.
Am 10. Juli 1998 wurde er mit einer in Bolivien herausgegeben Freimarke (MiNr. 1370) geehrt.

## Schriften (Auswahl)
- Contribuciones a la flora de Bolivia. Imprenta Universitaria, Cochabamba 1941.
- Nuevas contribuciones a la flora económica de Bolivia. Imprenta Universitaria, Cochabamba 1944.
- Manual de plantas económicas de Bolivia. Imprenta Icthus, Cochabamba 1969.
- Disertaciones botánicas y amenidades biológicas. Editorial Los Amigos del Libro, 1969.
- Memorias de un naturalista. Editorial Don Bosco, 1973. - posthum

## Nachweise